# Ibra
Ibra (arab. ‏ابراء‎, Ibrā’) – miasto w północno-wschodnim Omanie, stolica Prowincji Północno-Wschodniej. Według spisu ludności w grudniu 2010 roku liczyło 14 551 mieszkańców. Miasto jest także siedzibą administracyjną wilajetu Ibra, który w 2010 roku liczył 27 126 mieszkańców.
Ibra znajduje się przy drodze nr 23 łączącej miasta Bidbid i Sur. Jest to rozległe miasto leżące na terenie kilku dolin (uedów).
Przebiegał tędy starożytny szlak karawanowy, łączący wnętrze kraju i port Sur. W czasach kolonialnych Ibra była dobrze prosperującym miastem, utrzymywała m.in. kontakty handlowe z Zanzibarem i Afryką Wschodnią, zaś kupcy przysyłali tu pieniądze i budowali rezydencje, oraz zakładali plantacje, wciąż istniejące w starej dzielnicy miasta. Tradycje rolnicze są kontynuowane – uprawia się tu warzywa, banany, mango i daktylowce. Miasto słynie ze świetnych koni i jeźdźców. Z okazji świąt odbywają się tu wyścigi wielbłądów.
W Ibrze znajduje się duży suk (bazar), na którym m.in. sprzedaje się broń. Naprzeciwko głównego bazaru znajduje się jedyny w kraju bazar kobiecy, otwarty tylko w środy, w którym zarówno sprzedawczyniami, jak i kupującymi są kobiety – mężczyźni nie są mile widziani.
W Ibrze znajdują się szkoły wyższe: Uniwersytet asz-Szarkijja i Ibra College of Technology.

## Galeria

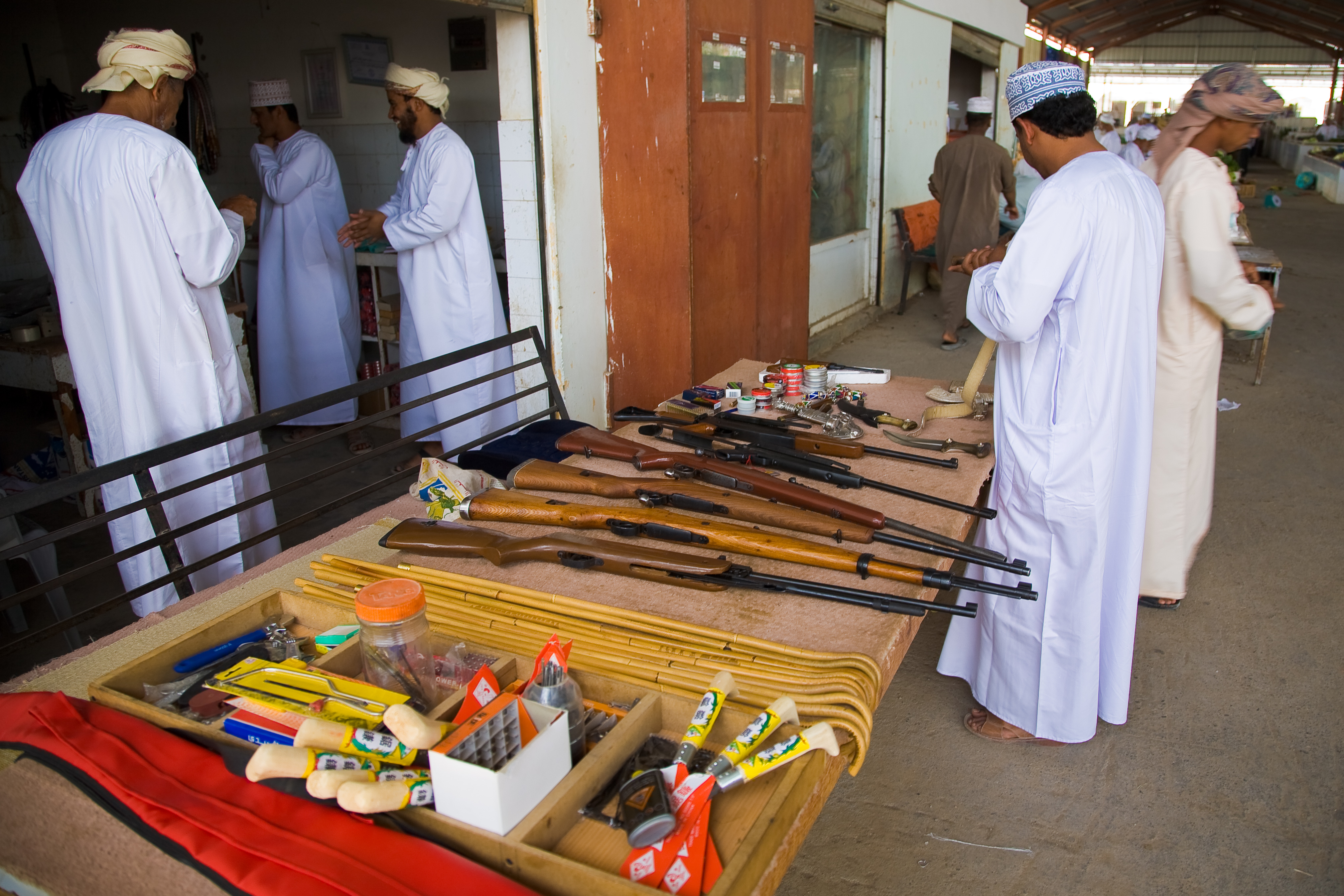
Suk w Ibrze
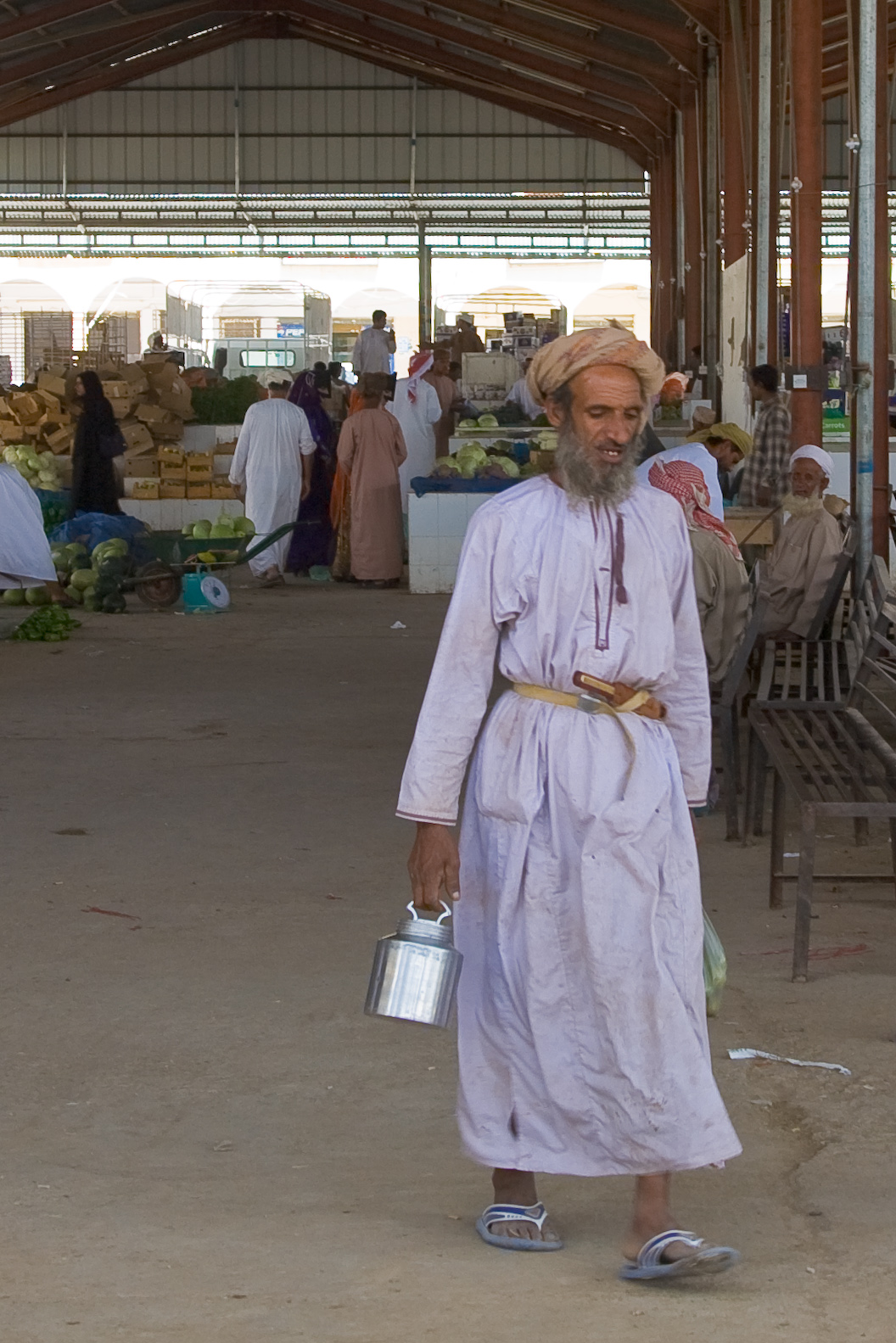
Suk w Ibrze
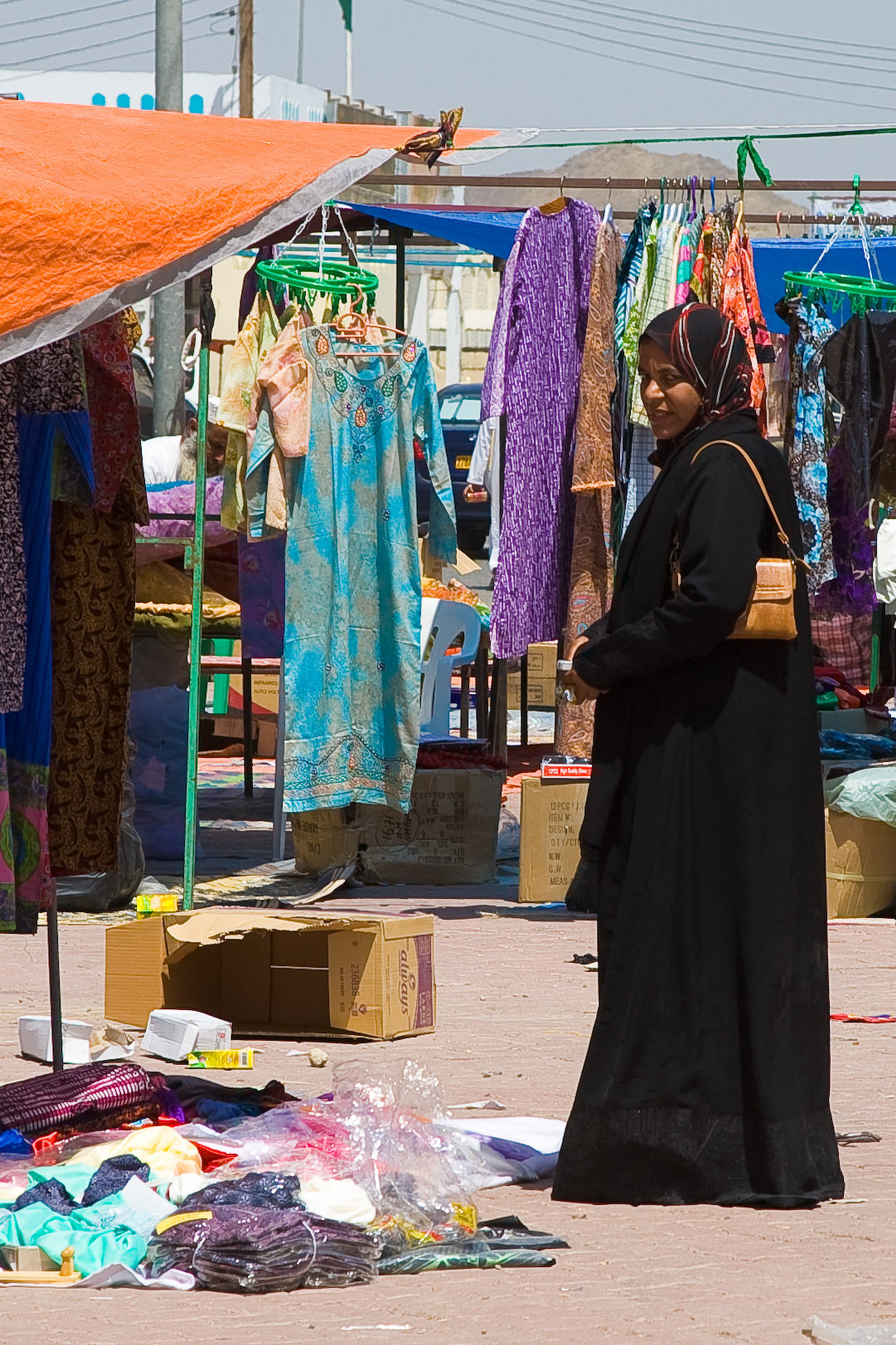
Kobieta na bazarze
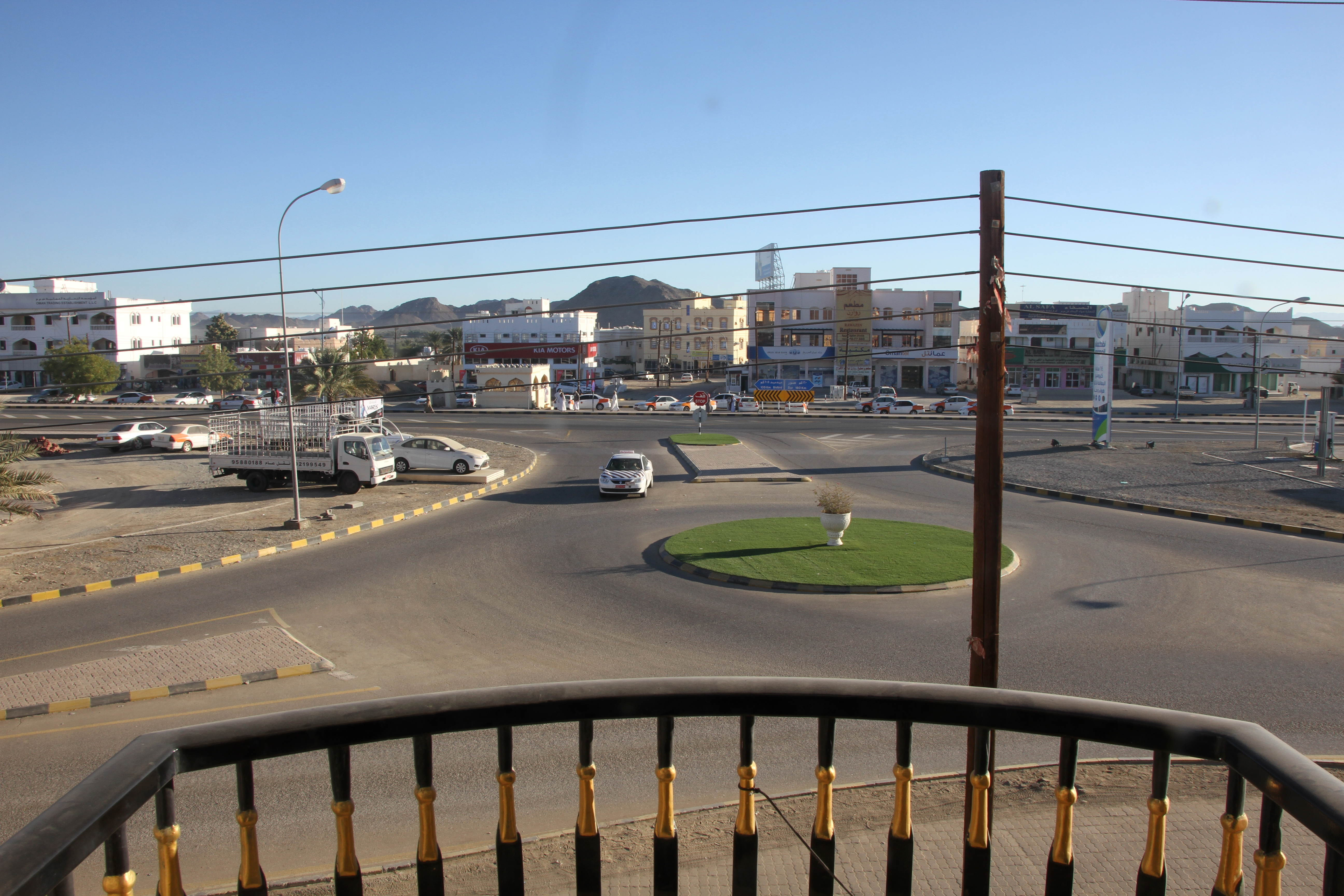
Nowsza dzielnica
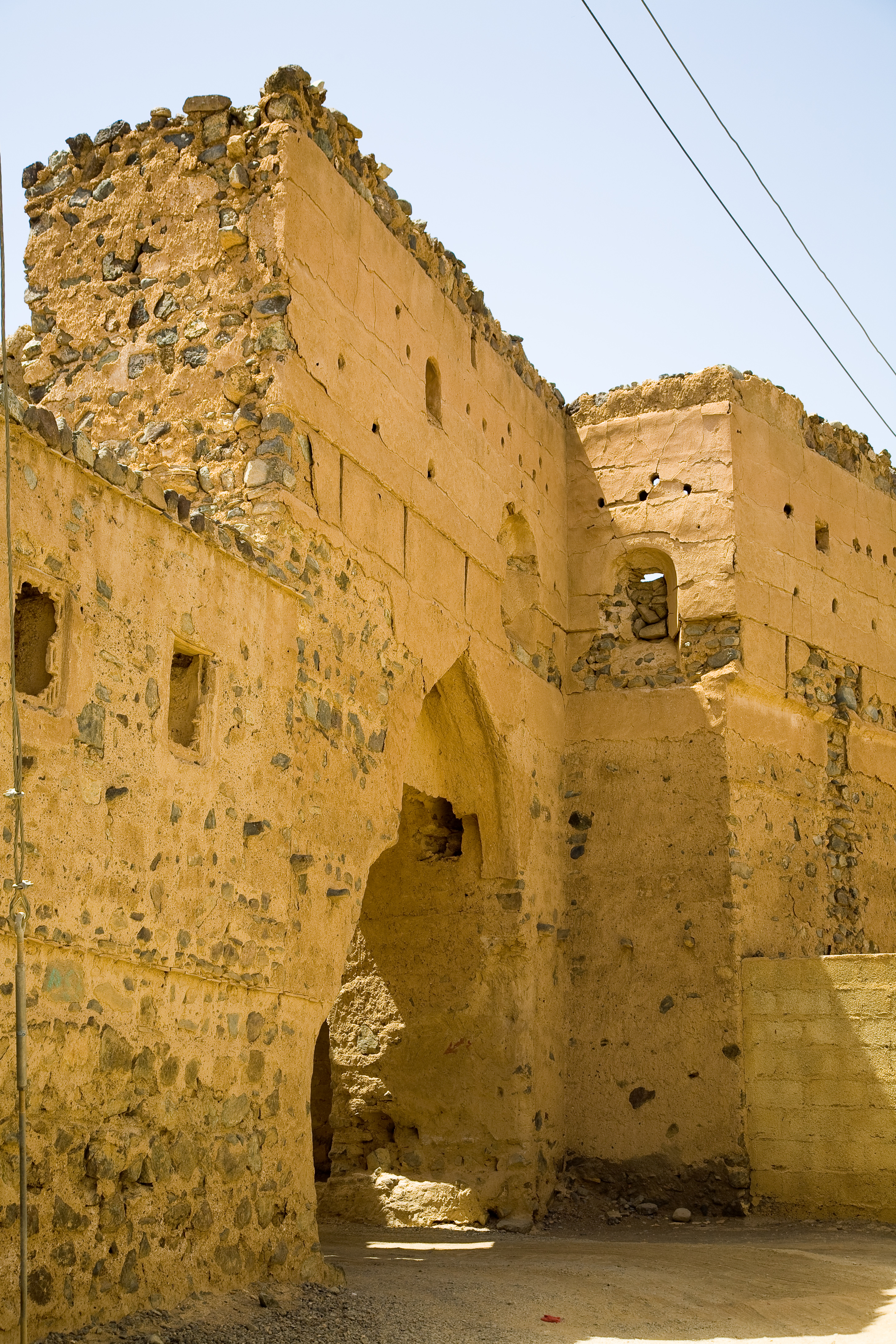
Stara budowla obronna